# Madelon de Keizer

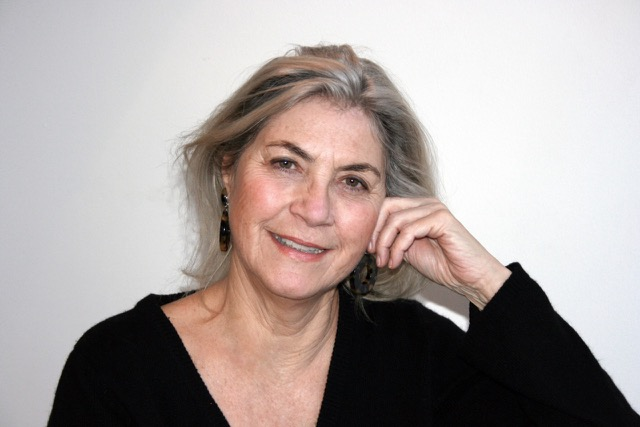
Madelon de Keizer,
foto Eva Kohnstamm 2018

Madelon de Keizer  (Rotterdam, 1948) is een Nederlandse historica, biograaf en beeldend kunstenaar.

## Biografie
De Keizer studeerde in 1977 af aan de Universiteit van Amsterdam in geschiedenis en Ruslandkunde met een studie over het gijzelaarskamp in Sint-Michielsgestel, die in 1979 bewerkt werd uitgegeven. Van 1972 tot 1982 was ze docent geschiedenis aan het Libanon Lyceum in Rotterdam. Daarna trad ze in dienst van het NIOD waar ze tot 2013 aan was verbonden, sinds 2002 als senior onderzoeker. Zij was daar gespecialiseerd in de politieke en cultuurgeschiedenis van de 20ste eeuw. Na haar pensionering in 2013 bleef zij verbonden aan het NIOD als emeritus-onderzoeker.
Ze promoveerde cum laude in 1991 aan de Rijksuniversiteit Leiden op Het Parool, 1940-1945. Verzetsblad in oorlogstijd. In verband met haar werk werkte ze mee aan en redigeerde bundels over de Tweede Wereldoorlog in Nederland. Haar boek over de razzia van Putten werd meermaals herdrukt en verscheen eveneens in het Duits. Ze ontving verschillende beurzen en was tijdelijk verbonden aan buitenlandse universiteiten, namelijk Harvard en Princeton.
Dr. M. de Keizer publiceerde ook enkele biografieën: over Carry van Bruggen, Frans Goedhart en Albert Verwey.

### Beeldend kunstenaar
Naast historicus is De Keizer beeldend kunstenaar. De Keizer volgde in de periode 1997 - 2002 verschillende opleidingen tot beeldend kunstenaar en studeerde af aan de Wackersacademie. Zij deed mee aan tientallen groepsexposities en had ook een solo-tentoonstelling. Zij schilderde in eerste instantie realistisch. Vanaf 2015 schildert zij vooral abstract met acrylverf.

## Publicaties
- Sint Michielsgestel, 1942-1944. Een onderzoek naar de ideeën, die in het gijzelaarskamp werden ontwikkeld over de vernieuwing van het naoorlogse Nederlandse bestel. [Z.p.], 1977 (doctoraalscriptie).
- De gijzelaars van Sint Michielsgestel. Een elite-beraad in oorlogstijd. Alphen aan den Rijn, 1979.
- Appeasement en aanpassing. Het Nederlandse bedrijfsleven en de Deutsch- Niederländische Gesellschaft, 1936-1942. 's-Gravenhage, 1984.
- Het Parool, 1940-1945. Verzetsblad in oorlogstijd. Amsterdam, 1991 (proefschrift).
- Putten. De razzia en de herinnering. Amsterdam, 1998.
- (red.): Religie: godsdienst en geweld in de twintigste eeuw. Zutphen, 2006

#### Biografieën
- De dochter van een gazan. Carry van Bruggen en de Nederlandse samenleving 1900-1930. Amsterdam, 2006.
- Frans Goedhart. Journalist en politicus (1904-1990). Een biografie. Amsterdam, 2012.
- Als een meeuw op de golven. Albert Verwey en zijn tijd. Amsterdam, 2017.

- Bibliothèque nationale de France: cb12000368w (data)
- CiNii: DA02414671
- Digitale Bibliotheek voor de Nederlandse Letteren: keiz014
- Gemeinsame Normdatei: 123202183
- International Standard Name Identifier: 0000 0000 8113 0114
- Library of Congress Control Number: n80006802
- Nederlandse Thesaurus van Auteursnamen: 068436696
- Système universitaire de documentation: 02810224X
- Virtual International Authority File: 34466578
- WorldCat: E39PBJqbrxRPBTKXbTcqH38Qv3